# Police Academy 5: Assignment Miami Beach
Police Academy 5: Assignment Miami Beach (Brasil: Loucademia de Polícia 5 - Missão Miami Beach / Portugal: Academia de Polícia 5: Missão em Miami) é um filme estadunidense de 1988, do gênero comédia, dirigido por Alan Myerson e distribuido pela Warner Bros. Pictures.
Steve Guttenberg não conseguiu estrelar este filme, devido alguns conflitos com a filmagem de Three Men and a Baby. Em vez disso, os cineastas decidiram lançar Matt McCoy como novo personagem.

## Sinopse
Os recrutas estão em Miami para uma convenção de academias. O comandante Lassard (George Gaynes), que se aposentou recentemente, será homenageado com o título de Policial da Década. Acidentalmente, Lassard fica de posse de jóias roubadas, o que faz com que seja sequestrado por uma quadrilha. Ao saber do ocorrido, seus comandados mais uma vez se reúnem para resgatá-lo.

## Elenco
- Michael Winslow ... Sargento Larvell Jones
- David Graf ... Sargento Eugene Tackleberry
- Bubba Smith ... Sargento Moses Hightower
- Marion Ramsey ... Sargento Laverne Hooks
- Leslie Easterbrook ... Tenente Debbie Callahan
- Tab Thacker ... Oficial Thomas 'House' Conklin
- George Gaynes ... Comandante Eric Lassard
- G. W. Bailey ... Capitão Thaddeus Harris
- Lance Kinsey ... Tenete Proctor
- George R. Robertson ... Comissário Henry Hurst
- Matt McCoy ... Sargento Nick Lassard
- Janet Jones ... Oficial Kate
- René Auberjonois ... Tony
- Archie Hahn ... Mouse
- James Hampton ... Prefeito de Miami
- Scott Weinger ... Shark Attack Kid
- Christian Roerig ... Dirk Roburn

## Recepção
No site agregador de críticas Rotten Tomatoes, 0% das 6 resenhas dos críticos são positivas.